# Kaiserstraße 15 (Quedlinburg)

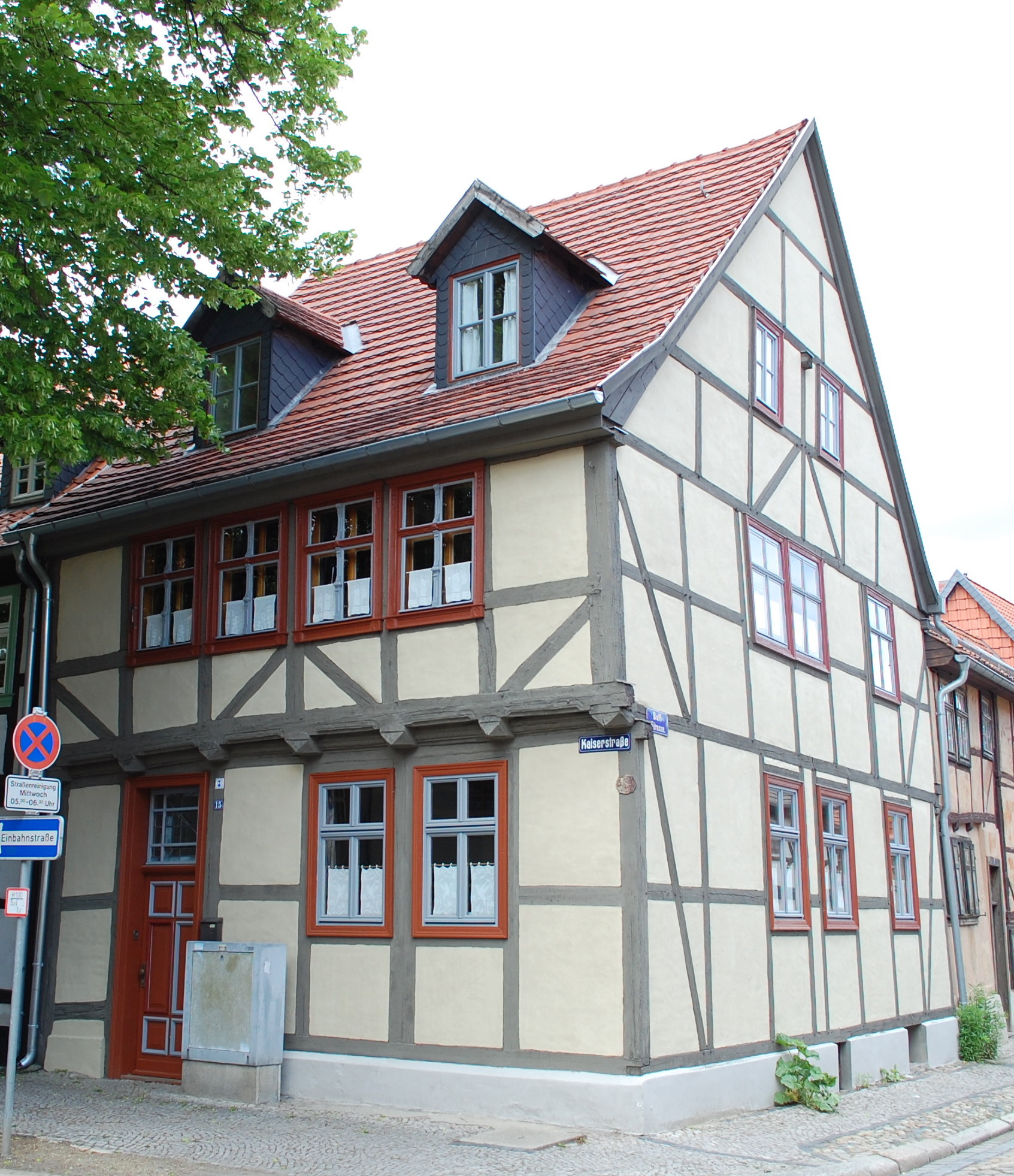
Kaiserstraße 15

Das Haus Kaiserstraße 15 ist ein denkmalgeschütztes Gebäude in der Stadt Quedlinburg in Sachsen-Anhalt.

## Lage
Es befindet sich in der historischen Quedlinburger Neustadt an der Ecke zur Ballstraße und ist im Quedlinburger Denkmalverzeichnis eingetragen.

## Architektur und Geschichte
Das zweigeschossige Fachwerkhaus entstand um 1680. Die Fachwerkfassade des Wohnhauses ist mit Pyramidenbalkenköpfen, Schiffskehlen und Fußstreben verziert. Türen und Fenster des Obergeschosses wurden in der Zeit um 1890 erneuert.